# Воронеж (аэропорт)
Аэропорт Воро́неж имени Петра Первого (ИАТА: VOZ, ИКАО: UUOO) — международный аэропорт города Воронежа, обслуживающий Воронеж и его агломерацию, а также города Воронежской и близлежащих областей. Имеет статус аэропорта федерального значения. Располагается на территории Рамонского района Воронежской области.
C 24 февраля 2022 года работа аэропорта приостановлена.

## История
- 9 февраля 1933 г. в Воронеже был основан первый гражданский аэродром. Его лётное поле располагалось в пойме реки Воронеж, неподалёку от Успенской церкви. Сейчас это место является дном Воронежского водохранилища. 10 июля 1933 было открыто регулярное воздушное сообщение по маршруту Москва — Воронеж — Сталинград на самолётах К-5. Позднее самолётный парк пополнили Р-5, У-2, а затем и АИР-6.
- 1930-40 гг. — из-за плохого состояния грунтовой взлётной полосы принято решение перенести гражданские авиаперевозки на военный аэродром, расположенный на северной окраине Воронежа, в районе нынешней улицы Хользунова. Гражданским этот аэродром стал после Великой Отечественной войны. В 1946 году там открылся первый в Воронеже аэровокзал. Его строительство началось сразу после войны. Сначала появились деревянные здания, затем, с увеличением объёма перевозок, несколько кирпичных. Летом новый аэровокзал со служебными помещениями для связи, диспетчерской, столовой и рестораном принял первых пассажиров. Грунтовая полоса аэродрома принимала самолёты Ан-2, Як-12, Ли-2, Ил-12, Ил-14.
- Апрель 1965 г. — за городской чертой Воронежа, в Рамонском районе, у села Чертовицы начато строительство нового терминала с бетонной взлётно-посадочной полосой, который был введён в эксплуатацию в 1971 году.
- 1970 г. — благодаря своему удачному географическому месторасположению аэропорт активно развивается в качестве промежуточного для приёма самолётов других авиапредприятий, выполняющих рейсы на Ил-18, ТУ-124, ТУ-134, АН-10, АН-24 и транзитным для пассажиров.
- В 1975 году расписание союзных авиалиний аэропорта уже охватывает 72 города Советского Союза, Москва, Киев, Минск, Тбилиси, Рига, Таллин, Ташкент, Кишинёв и многие другие[7]
- 1976 год — увеличение ИВПП на 300 метров для приёма более современных воздушных судов. Авиапредприятие устойчиво работает на регулярных авиалиниях, став воздушными воротами всего Центрально-Чернозёмного региона. При проектной пропускной способности 400 пассажиров в час аэропорт работает с полной нагрузкой, ежедневно отправляя более 3500 пассажиров и столько же принимая.
- В 1980-х годах и до распада Советского Союза аэропорт успешно обслуживал 1 100 000 пассажиров в год. В советское время в аэропорту Воронежа работал полуторатысячный коллектив.
- В 2018 году аэропорт обслужил 770 000 пассажиров. Таким образом, аэропорт загружен примерно на 70 % от советской пропускной способности. В настоящее время в аэропорту Воронежа работают около четырёхсот человек: спасатели, пожарные, технический персонал, сотрудники служб питания и безопасности.
- Из-за вторжения России на Украину с 03:45 24 февраля 2022 года по настоящее время введён запрет на все полёты из аэропорта[8][9].

### Реконструкция
В 2008 году была начата реконструкция аэропорта. В планы по реконструкции входила замена покрытия и удлинение ВПП до 2600 м (удлинение более 2600 м затруднительно, так как аэропорт с одной стороны граничит с федеральной автотрассой М4, а с другой — с оврагом перед Воронежским водохранилищем), замена периметрового ограждения, водно-дренажной системы, обновление светосигнального оборудования, реконструкция перрона и рулёжных дорожек, а также аэровокзального комплекса. С 2010 года, после окончания основных работ на взлётной полосе, её технические характеристики позволяют принимать самолёты Boeing 737 и Airbus A320, грузоподъёмность которых близка к отечественному Як-42 эксплуатировавшемуся аэропортом ещё при СССР. По заявлению Председателя Правительства России В. В. Путина, в программу модернизации аэропортов центральной России в 2011—2012 годах был включён авиаузел Воронеж. В настоящее время продолжается реконструкция аэродромного комплекса второго этапа, которая расширяет его возможности по приёму и обслуживанию современных типов воздушных судов большей пассажировместимости и повышенной комфортности. в 2015 году аэродром принимает воздушные суда семейства Boeing и Airbus.
В 2016 году в международном аэропорту Воронеж завершили очередной этап реконструкции. К ноябрю на стоянках обновленного перрона стало возможно разместить до 20 средне- и дальнемагистральных воздушных судов. К декабрю было полностью заменено покрытие на рулёжных дорожках РД-А и РД-В. Сейчас на аэродроме используются все три рулежные дорожки. Установлены новые мачты освещения и светосигнальное оборудование, реконструированы водосточно-дренажная система и сети электроснабжения.
В 2021 году стартовало строительство нового аэровокзального терминала, которое завершилось в 2024 году благодаря финансовой поддержке ВЭБ.РФ.

## Авиационный учебный центр
Авиационный учебный центр проводит обучение по многим авиационным специальностям, готовит необходимые кадры для авиапредприятий стран СНГ, с повышением квалификации.

## Линейная станция технического обслуживания
В Международном аэропорту Воронеж осуществляется техническое обслуживание пассажирских самолётов SSJ 100.

## Авиакомпании и направления
По состоянию на январь 2022 года в аэропорт выполняют и планируют рейсы следующие компании:
C августа 2016 года международный аэропорт Воронеж начал активно функционировать в качестве запасного для аэропортов Московского авиаузла.

## Принимаемые типы воздушных судов
- Boeing 737-300/400/500/600/700/800, Boeing 757-200, Boeing 767-200/ER, Boeing 767-300/ER
- Airbus 319—100, Airbus 320—100/200, Airbus 321—100/200
- Embraer EMB-120, Embraer ERJ-145, Embraer ERJ-170/175, Embraer ERJ-190/195
- Saab-2000, 340B
- ATR-42, 72
- CRJ-100/200
- BAE-125-700/800, BAE-146-300, BAE/AVRO RJ −85
- L-410 UVP-E20
- Bombardier Dash 8 Q400 (DHC-8-400)[2]
- Sukhoi Superjet 100, Ил-76, Ту-134/154/204/214, Ан-2/12/24/26/28/148 и другие самолёты.
- Все типы вертолётов.

## Показатели деятельности
| Год             | 2014  | 2015    | 2016    | 2017    | 2018  | 2019    | 2020    | 2021  |
| тыс. пассажиров | 400,1 | ▲ 449,3 | ▼ 433,7 | ▲ 606,3 | ▲ 770 | ▲ 853,6 | ▼ 445,6 | 807,5 |
| Источники:      |       |         |         |         |       |         |         |       |

## Грузоперевозки
Международный аэропорт Воронеж обслуживает грузовые воздушные суда, обладает возможностью по обработке и отправке до 100 тонн внутренних и международных грузов в сутки. На территории аэропорта расположен и функционирует пункт пропуска через государственную границу, оборудован таможенный пост, выгодное географическое положение позволяет максимально технологично организовать логистику и складское хранение грузов для различных категорий грузоотправителей (масштабный ритейл, различного уровня торговые сети, промышленные и аграрные предприятия в Центрально-Чернозёмном регионе). Процедуру подготовки груза к отправке полностью осуществляют сотрудники ООО УК «АВИАСЕРВИС», начиная с маркировки груза и упаковки и заканчивая взвешиванием.

## Транспортное сообщение

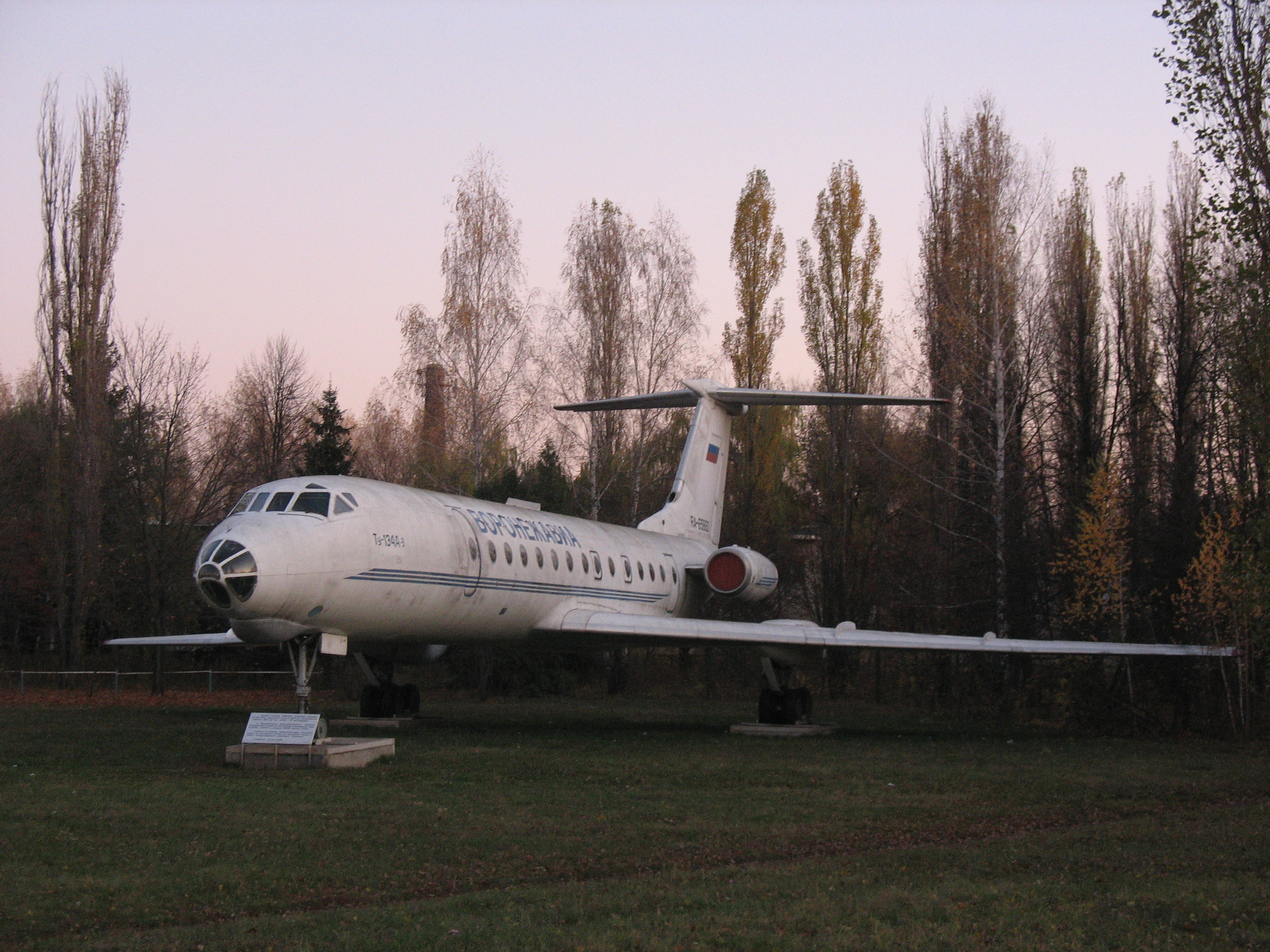
Памятник Ту-134 в аэропорту

Аэропорт связан с городом автобусным сообщением маршрут 120А (Аэропорт Воронежа — ЖД вокзал Воронеж-1). Автобусное сообщение с районами Воронежской области отсутствует. Круглосуточно функционирует такси.

### Интермодальные перевозки
Также аэропорт внедрил систему интермодальных перевозок. Пассажирам соседних областей, вылетающим из Воронежа, гарантирован бесплатный трансфер до аэровокзала. Бесплатный трансфер предоставляется для Липецкой, Белгородской, Тамбовской, Курской, Орловской, Саратовской, Тульской, Брянской и Пензенской областей.
Бесплатный трансфер пассажиров до воронежского аэропорта предоставляется по заявке туроператора или турагентства, то есть пассажиру надо обратиться за бесплатным трансфером в турагентство, в котором приобретался тур. Услуга бесплатного трансфера до аэропорта предоставляется по договору между аэропортом и любым туристическим агентством.

## Происшествия
- В 2009 году лайнер Saab 2000 авиакомпании «Полёт», выполнявший рейс Воронеж — Ереван, был вынужден прервать полёт через 5 минут после взлёта и вернуться в аэропорт Воронежа.
- В апреле 2010 года самолёт Ан-24 был вынужден совершить посадку в воронежском аэропорту. По сообщению Юго-Восточного УВД на транспорте, при выполнении рейса из Москвы в Воронеж на высоте 4,2 тыс. метров из-за трещины в стекле произошла разгерметизация кабины. На борту находилось 30 пассажиров и 4 члена экипажа, никто не пострадал.
- 24 июня 2010 года самолёт Saab 2000 авиакомпании «Полёт», выполнявший рейс Воронеж — Москва, вскоре после взлёта совершил экстренную посадку в аэропорту Воронежа в связи с техническими неполадками. На борту находились 49 пассажиров и экипаж. Посадка прошла благополучно, никто не пострадал[24].
- 6 июля 2019 года самолёт Bombardier CRJ 200 авиакомпании «Северсталь», выполнявший рейс Батуми — Череповец в 23:16 по московскому времени совершил экстренную посадку из-за падения давления масла в левом двигателе. На борту находились 44 человека, в их числе три члена экипажа. Никто не пострадал[25].